# 아르마비르주

아르마비르주의 위치

아르마비르주(아르메니아어: Արմավիրի մարզ)는 아르메니아 서부에 위치한 주로, 주도는 아르마비르이며 면적은 1,242km2, 인구는 282,600명(2002년 기준)이다. 아라라트산과 아라가츠산 사이에 위치하고 있으며 남쪽과 서쪽으로는 터키, 북동쪽으로는 예레반, 북쪽으로는 아라가초튼주, 남동쪽으로는 아라라트주와 접한다.

## 같이 보기
- 에치미아진
- 츠바르트노츠 국제공항